# Marché central de Valence
Pour les articles homonymes, voir Marché central.

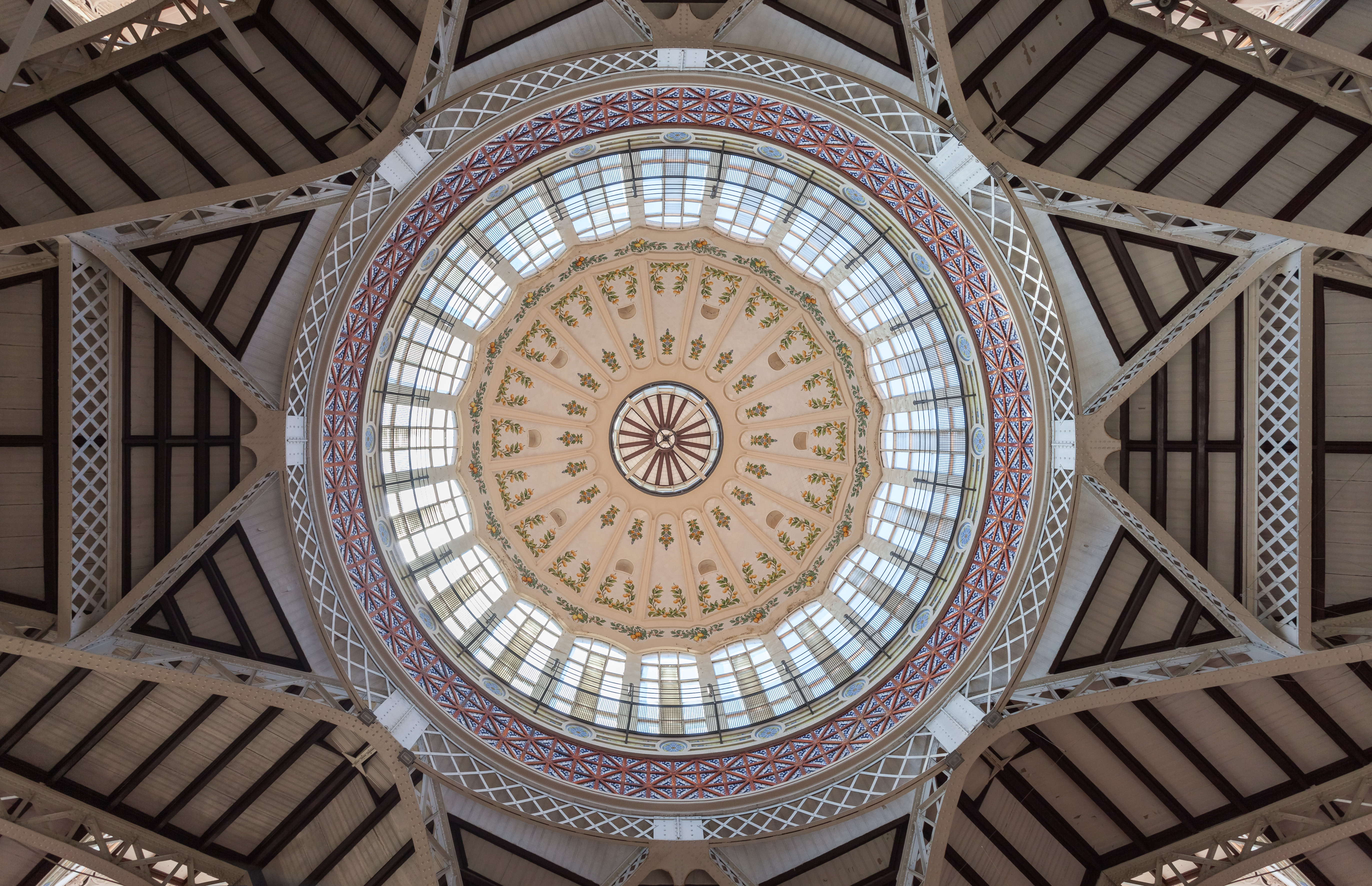
Intérieur de la coupole.

Le marché central (en valencien : mercat central ; en castillan : mercado central) de la ville de Valence, en Espagne, est un édifice conçu en 1914 par les architectes barcelonais Alexandre Soler i March et Francesc Guàrdia i Vial, tous deux formés à l'Escola Tècnica Superior d'Arquitectura de Barcelona et collaborateurs de Lluís Domènech i Montaner (notamment concepteur du palais de la musique catalane), qui est caractérisé par un style propre dans les lignes du Art Nouveau valencienne.
Le projet du marché central prétendait concilier l'usage des grandes structures de fer dépouillées caractéristiques de l’Art nouveau. Après quelques inconvenues et modifications apportées au projet initial, les travaux furent terminés en janvier 1928 sous la direction d'Enric Viedma i Vidal